# シティライト岡山硬式野球部
シティライト岡山硬式野球部（シティライトおかやまこうしきやきゅうぶ、CITYLIGHT OKAYAMA BASEBALL TEAM）は、岡山市に本拠地を置き日本野球連盟に加盟している社会人野球の企業チームである。運営母体は自動車売買業のシティライト。

## 概要
2007年11月、自動車売買業を営むシティライトの丸山明社長が、選手の受け皿と人材の確保を目指して『シティライト岡山硬式野球部』を設立した。同年11月2日付けで、日本野球連盟に新規登録された。岡山市に本拠地を置く社会人野球の企業チームは、1973年に廃部したクラレ岡山以来35年ぶりである。監督に昭和コンクリートの元監督であった住川順治を招聘した。
2009年に土屋朋弘が東北楽天ゴールデンイーグルスからドラフト5位指名を受け、同チームから初のプロ野球選手が誕生した。その後も、都市対抗野球大会・社会人野球日本選手権大会の出場がない間に、在籍選手から4名がプロ入りしている（他チーム経由を含む）。
あと一歩で全国大会の出場を逃し続けていたが、2019年6月の都市対抗野球大会予選で、通算13回目となる全国大会の出場を決定する試合を初めて制して全国大会初出場を決めた。
都市対抗の本戦では1回戦で同じく初出場となった宮崎梅田学園に勝利し、全国大会初白星を挙げた。
またこの年の日本選手権でも、中国地方代表として出場権を獲得し、都市対抗に続いての全国大会出場を決めたが開幕試合で鷺宮製作所に敗れた。

## 沿革
- 2007年 - 『シティライト岡山硬式野球部』として創設、日本野球連盟に加盟。
- 2019年 - 都市対抗野球、日本選手権にそれぞれ初出場。

## 出身プロ野球選手
- 土屋朋弘（投手） - 2009年ドラフト5位で東北楽天ゴールデンイーグルスに入団
- 井上公志（投手） - 2012年ドラフト6位で中日ドラゴンズに入団
- 藤井亮太（捕手） - 2013年ドラフト6位で東京ヤクルトスワローズに入団
- 萬谷康平（投手） - 退団後、ミキハウスREDSを経て、2013年育成選手ドラフト2位で横浜DeNAベイスターズに入団

## 元プロ野球選手の競技者登録
- 小林宏（元：オリックス・ブルーウェーブ） - コーチ[注 1]（2015年）→退団
- 児山祐斗（元：東京ヤクルトスワローズ） - コーチ兼[注 2]投手（2017年～2024年）→監督（2024年～）
- 藤井亮太（元：東京ヤクルトスワローズ） - 内野手兼コーチ（2021年）→退団
- 山本樹（元：ヤクルトスワローズ） - コーチ（2021年）→退団

## 在籍者
- 丸山高明

## かつての在籍者
- 馬淵烈